# You're the Voice
You're the Voice is een nummer dat geschreven werd door Andy Qunta, Keith Reid, Maggie Ryder en Chris Thompson voor de Brits-Australische zanger John Farnham, die het in september 1986 en februari 1987 uitgaf als eerste muzieksingle van zijn album Whispering Jack.

## Achtergrond
De plaat werd wereldwijd een grote hit en bereikte in veel landen een nummer 1-positie. 
In Nederland was de plaat op zondag 18 januari 1987 de 159e Speciale Aanbieding bij de KRO op Radio 3 en werd een radiohit in de destijds twee landelijke hitlijsten op de nationale publieke popzender. De plaat bereikte de 15e positie in de Nederlandse Top 40 en de 18e positie in de Nationale Hitparade Top 100. In de Europese hitlijst op Radio 3, de TROS Europarade, werd de 4e positie bereikt.
In België bereikte de single de 20e positie in zowel de voorloper van de Vlaamse Ultratop 50 als de Vlaamse Radio 2 Top 30.. In Wallonië werd géén notering behaald.
Sinds de allereerste editie in december 1999 staat de plaat onafgebroken genoteerd in de jaarlijkse NPO Radio 2 Top 2000 van de Nederlandse publieke radiozender NPO Radio 2, met als hoogste notering een 509e positie in 1999.

## NPO Radio 2 Top 2000
| Nummer met noteringen in de NPO Radio 2 Top 2000 | '99 | '00 | '01 | '02 | '03 | '04 | '05 | '06 | '07 | '08 | '09 | '10  | '11  | '12 | '13 | '14 | '15 | '16 | '17 | '18  | '19  | '20  | '21  | '22 | '23  | '24  |
| ------------------------------------------------ | --- | --- | --- | --- | --- | --- | --- | --- | --- | --- | --- | ---- | ---- | --- | --- | --- | --- | --- | --- | ---- | ---- | ---- | ---- | --- | ---- | ---- |
| You're the Voice                                 | 509 | 662 | 838 | 649 | 729 | 781 | 692 | 689 | 881 | 726 | 938 | 1076 | 1000 | 748 | 726 | 895 | 800 | 994 | 880 | 1145 | 1137 | 1116 | 1016 | 931 | 1049 | 1167 |

1. ↑  Een vetgedrukt getal geeft de hoogste notering aan.

## Covers
You're the Voice is door veel artiesten gezongen. Onder andere Heart, Alan Parsons, John Berry, KT Tunstall, Coldplay, Rebecca St. James en Blind Guardian hebben het nummer opgenomen of live gespeeld. Ook werd het nummer populair om te zingen tijdens talentenjachten.

### Ancora
In 2017 bracht de Nederlandse band Ancora een Nederlandstalige cover van het nummer uit onder de naam Door storm en woeste regen.

## X Factor 2010
You're the Voice is ook de goededoelensingle van de twaalf finalisten van het derde seizoen van het televisieprogramma X Factor. De single is speciaal uitgebracht naar aanleiding van hun optreden op het War Child Peace Concert, dat naar aanleiding van 65 jaar vrede in Nederland werd georganiseerd. De opbrengst van de single ging naar War Child.
De single werd tevens door alle 12 finalisten in de vierde liveshow gezongen.

## Hitnoteringen

### Nederlandse Top 40
| "You're the Voice" in de Nederlandse Top 40 binnen: 22-05-2010 | "You're the Voice" in de Nederlandse Top 40 binnen: 22-05-2010 | "You're the Voice" in de Nederlandse Top 40 binnen: 22-05-2010 | "You're the Voice" in de Nederlandse Top 40 binnen: 22-05-2010 |
| Week                                                           | 1                                                              | 2                                                              |                                                                |
| -------------------------------------------------------------- | -------------------------------------------------------------- | -------------------------------------------------------------- | -------------------------------------------------------------- |
| Nummer                                                         | 31                                                             | 30                                                             | uit                                                            |

### Single Top 100
| "You're the Voice" in de Single Top 100 binnen: 08-05-2010 | "You're the Voice" in de Single Top 100 binnen: 08-05-2010 | "You're the Voice" in de Single Top 100 binnen: 08-05-2010 | "You're the Voice" in de Single Top 100 binnen: 08-05-2010 | "You're the Voice" in de Single Top 100 binnen: 08-05-2010 | "You're the Voice" in de Single Top 100 binnen: 08-05-2010 | "You're the Voice" in de Single Top 100 binnen: 08-05-2010 |
| Week                                                       | 1                                                          | 2                                                          | 3                                                          | 4                                                          | 5                                                          |                                                            |
| ---------------------------------------------------------- | ---------------------------------------------------------- | ---------------------------------------------------------- | ---------------------------------------------------------- | ---------------------------------------------------------- | ---------------------------------------------------------- | ---------------------------------------------------------- |
| Nummer                                                     | 2                                                          | 2                                                          | 33                                                         | 48                                                         | 45                                                         | uit                                                        |

### Mega Top 50
Hitnotering: week 20 2010 t/m week 23 2010. Hoogste notering: #8 (1 week).